# Naturschutzgebiet Laacher See
Das Naturschutzgebiet Laacher See umfasst den Laacher See (3,59 km²) und seine Umgebung und wurde am 31. März 1940 zum Naturschutzgebiet erklärt. Mit einer Gesamtfläche von 21 km² einschließlich seiner Kraterrandbereiche ist der Laacher See das größte Naturschutzgebiet in Rheinland-Pfalz.
Hauptursache für den Schutz ist die dortige Vogelwelt. Der See ist als Brutgebiet für Wasservögel wie Haubentaucher, Blessralle, Teichralle, Teichrohrsänger, Rohrammer und andere sowie als Rast- und Überwinterungsgebiet für wassergebundene Vögel wichtig, da er nur in extrem strengen Wintern vollständig zufriert. Schell-, Tafel-, Reiher- und Krickente sind hier im Winter immer zu beobachten.
Weil der Schutzbedarf im Sommer geringer ist, erstreckt sich die Schutzzeit von Oktober bis März und der See kann im Sommer auch touristisch genutzt werden.

## Geschichte
In früheren Jahrhunderten wurden zwei Abflussstollen gebaut, sodass der Wasserspiegel des Laacher Sees heute um etwa zwölf Meter tiefer liegt als ursprünglich. Die zunehmende Erkenntnis über die Bedeutung des Sees für die Natur führte recht früh zur Gründung des Naturschutzgebiets im Jahre 1926. Der Abbau von Bims machte im Jahre 1940 eine Erweiterung des Gebiets erforderlich. Eine geplante Nutzung im Programm „Kraft durch Freude“ des NS-Regimes wurde nicht realisiert. Nach dem Zweiten Weltkrieg nahm das touristische Interesse am See zu. Da in diesem Spannungsfeld zwischen Natur und Tourismus Regeln unerlässlich sind, wurde am 1. April 1981 eine neue Verordnung in Kraft gesetzt, um die Natur effizienter zu schützen. Diese wurde am 14. Dezember 1989 noch einmal erweitert. Seitdem sind Sport und Camping nur vom 15. April bis  30. September zulässig.